# Théophile de Donder

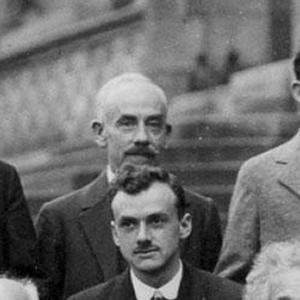
Théophile de Donder (z tyłu)

Théophile de Donder (ur. 1872, zm. 1957) – fizyk i matematyk belgijski. 
Był profesorem fizyki matematycznej w Brukseli. Napisał m.in. dzieło L'Affinité, w którym przedstawił termodynamiczną teorię powinowactwa chemicznego.